# Кисуцька Верховина
Кисуцька Верховина (Kysucká vrchovina) — гірський масив в Словаччині; геоморфологічна підодиниця масиву Середні Бескиди.. Найвища точка — гора Пупов (1096 метрів). Місце розташування — Жилінський край.
Складові частини:
- Воєнне
- Кисуцькі скелі
- Бистрицька борозна
- Краснянська улоговина